# Оленьяк, Хуан Карлос
Хуан Карлос Оленьяк (исп. Juan Carlos Oleniak; род. 4 марта 1942, Буэнос-Айрес) — аргентинский футболист, нападающий.

## Клубная карьера
Хуан Карлос Оленьяк начинал свою футбольную карьеру в 1960 году в команде «Расинг». С «Расингом» Оленьяк стал чемпионом Аргентины в 1961 году. В 1962 году он перешёл в клуб «Архентинос Хуниорс». В 1965 году Оленьяк перебрался в чилийский «Универсидад де Чили», с которым Оленьяк дважды выигрывал чемпионат Чили, а в 1969-м — в «Сантьяго Уондерерс». В составе последних Оленьяк также становился чемпионом Чили в 1969 году.

## Международная карьера
Хуан Карлос Оленьяк попал в состав сборной Аргентины на чемпионат мира 1962 года. Из трёх матчей Аргентины на турнире Оленьяк сыграл в двух: во второй и третьей играх группового этапа против сборных Англии и Венгрии.

## Достижения

### Клубные
Расинг Авельянеда
- Чемпион Аргентины (1): 1961

Универсидад де Чили
- Чемпион Чили (2): 1965, 1967

Сантьяго Уондерерс
- Чемпион Чили (1): 1969